# Romeinse architectuur

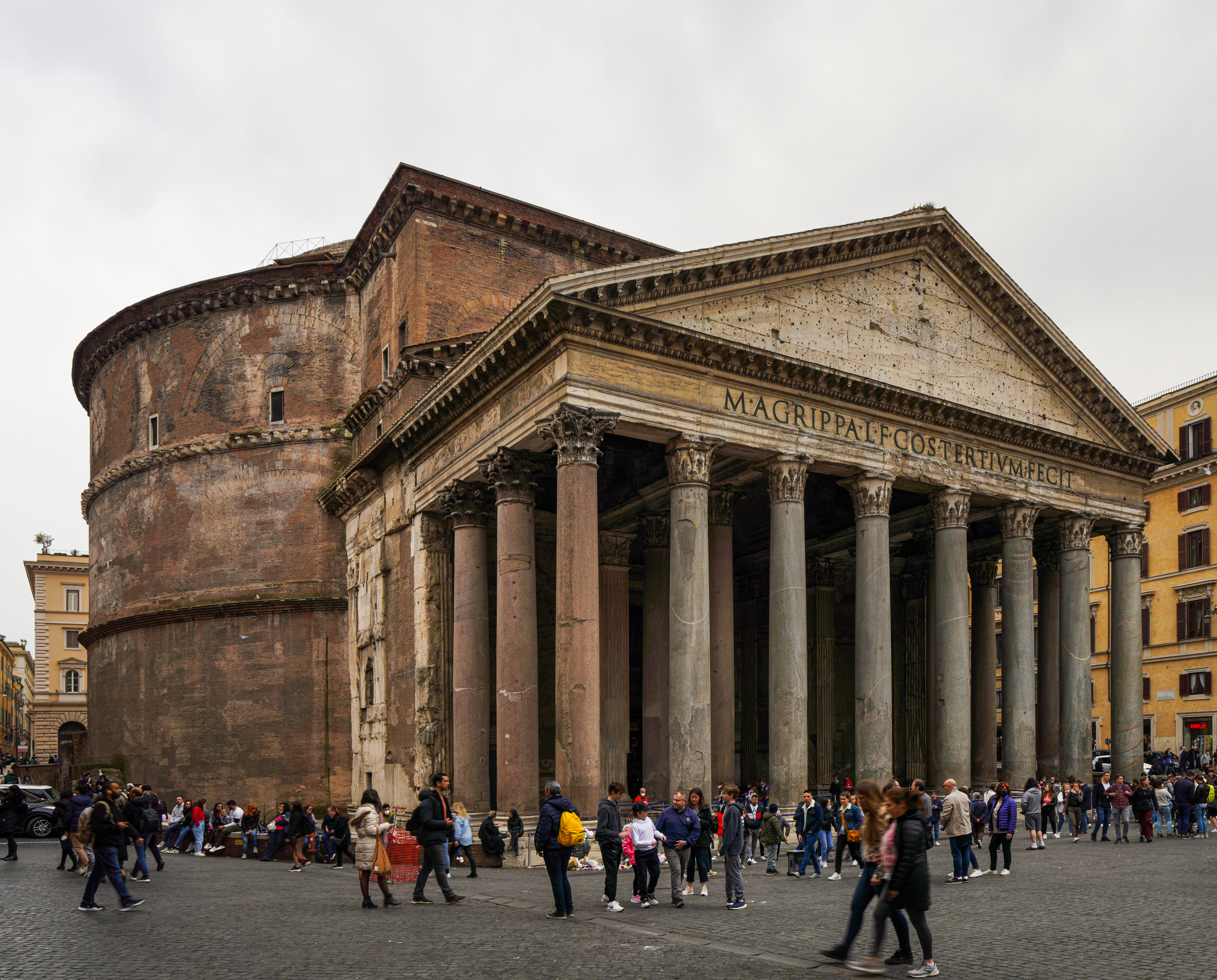
Pantheon in Rome

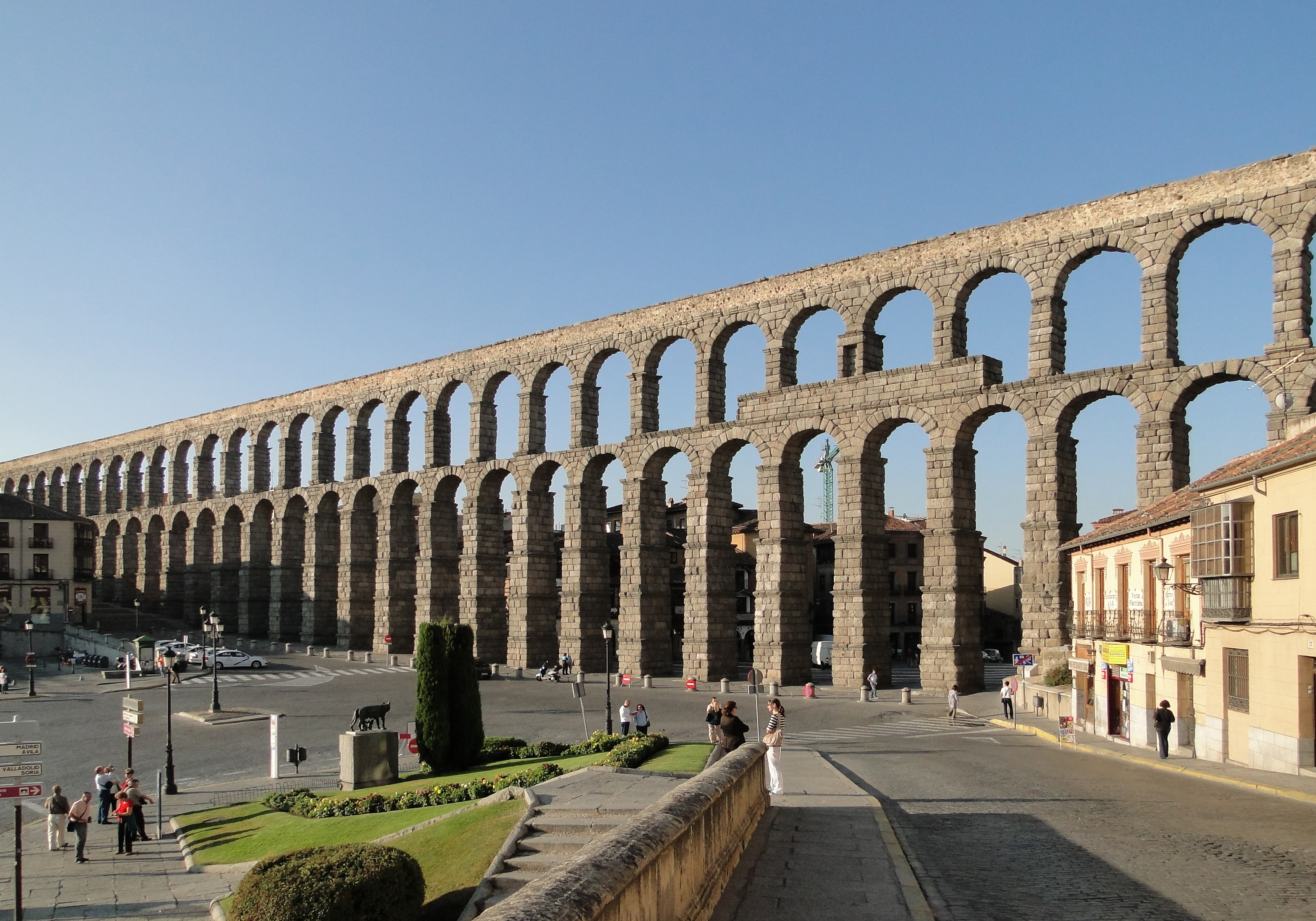
aquaduct

De Romeinse architectuur wordt vooral gekenmerkt door technische hoogstandjes. Zoals zovele zaken in de Romeinse cultuur werd in de eerste plaats veel aandacht besteed aan de praktische kant van de zaak.
De bouwtypen van de Romeinen vereisten een meer gevarieerde en flexibele architectuur dan de Griekse architectuur. De Romeinse architectuur stelde de muur weer centraal, wat in de Oud-Griekse architectuur de zuil was. Ook legden ze zich toe op boogconstructies. Verder waren de Romeinse architecten meesters in het scheppen van binnenruimten, met name koepels, apsides en gewelven. De Romeinen zochten naar de mogelijkheid om koepelbouw toe te passen voor hun thermen, paleizen, villa’s en het Pantheon. Ze ontdekten hierbij dat gietbeton een zeer bruikbaar materiaal was voor gewelven. Beton was tussen de derde en eerste eeuw v. Chr. voortgekomen uit het bouwen met breuksteen en kalk dat bij de Romeinen gebruikelijk was, die in hun directe omgeving geen marmergroeven hadden zoals de Grieken.
De Romeinse architecten experimenteerden steeds meer met het nieuwe materiaal, met name bij het bouwen van gewelven, en slaagden er zo in een nieuwe ruimtelijke architectuur te scheppen. Dat deden ze met gebouwen die als het ware in een vorm waren gegoten. Het Romeinse beton was een mortel die met grove steenslag was versterkt en gewoonlijk in min of meer horizontale lagen werd aangebracht. De eerste betonmengsels waren een opvulsel van steenpuin voor bakstenen muren tot een volwaardig bouwmateriaal, geschikt om muren, bogen en gebouwen mee te bouwen. Zijn stevigheid dankte het in belangrijke mate aan de samenstelling van de mortel. Omdat beton grof is en het op den duur lelijk gaat vlekken, hebben de Romeinen het in hun interieurs altijd zorgvuldig weggewerkt achter stucwerk, marmer of mozaïek, en aan de buitenkant achter gemetselde schaalmuren van steen of baksteen.
In Rome stond de architectuur rechtstreeks in dienst van de politiek. De politieke symboliek komt tot uitdrukking in de symmetrische plattegronden. De gebouwen die de Romeinen ontworpen konden alleen van de voorkant benaderd worden. Dit betekende dat de gebouwen verschilden van de Griekse gebouwen. Neem Maison Carrée in Nîmes in Zuid-Frankrijk. Het gebouw is op een zeer hoog podium geplaatst, dat bij de voorgevel onderbroken wordt door een brede trap.
Na ca. 150 v.Chr. werd de Griekse architectuur door de Romeinse in grote mate geassimileerd. Voor de eigen Griekse architectuur typische bouwwerken worden dan nog maar sporadisch gebouwd. De Griekse architectuur heeft nog wel decennialang invloed op de Romeinse architectuur gehad, maar werd in de Keizertijd al spoedig door de superieure ingenieurskunst van de Romeinen (waaronder toepassing van de boogbouw en van een soort beton / opus caementicium) geheel verdrongen.

## Stedenbouw
De plattegronden van veel Romeinse steden zijn afgeleid van die van hun castra (kampen) en worden meestal beheerst door twee rechte straten die elkaar in het centrum kruisen (het schaakbordpatroon). Dicht bij het centrum bevond zich het forum, met daaromheen de voornaamste openbare gebouwen. Deze indeling is terug te vinden in een gigantisch aantal Romeinse steden, zoals Pompeï en Damascus. Het Romeinse forum (cf. agora) heeft de functie van stadshart.

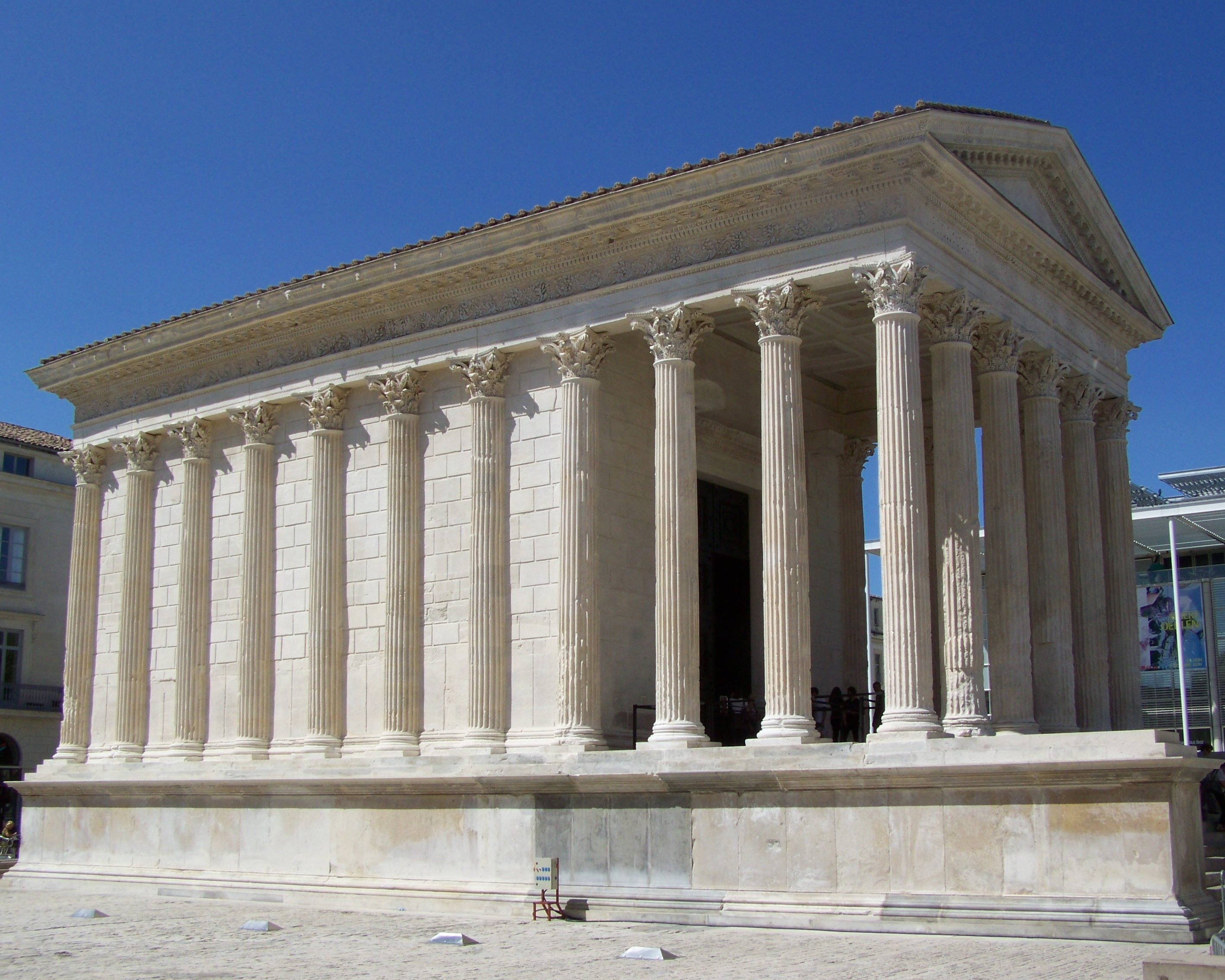
Maison Carrée, Nîmes

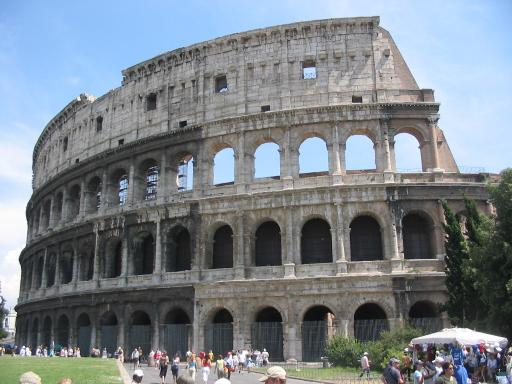
Colosseum

## Vitruvius
De voornaamste bron van onze kennis van Romeinse architectuur is het boek De architectura, geschreven door Vitruvius. Dit is de enige bewaarde klassieke bron over klassieke architectuur. Het omvangrijke geschrift beschrijft o.a. de drie hoofdthema's uit de Romeinse architectuur: firmitas (stevigheid), utilitas (doelmatigheid) en venustas (schoonheid). Nog steeds zijn dit de belangrijkste thema's in de huidige architectuur.
Architectura heeft veel invloed gehad op de architecten uit de Renaissance.

## Typen Romeinse gebouwen
De volgende typen gebouwen zijn kenmerkend voor de Romeinse architectuur:
- Amfitheater
- Basilica
- Circus (gebouw)
- Forum (Romeinse Rijk)
- Insula (woning)
- Romeinse tempel
- Romeins theater (gebouw)
- Thermen
- Triomfboog
- Villa en villa rustica
- Castra

## Voorbeelden
Enkele voorbeelden van de Romeinse architectuur zijn onder andere:
- Maison Carrée in Nîmes
- Pont du Gard bij Nîmes
- Colosseum in Rome
- Pantheon in Rome
- Boog van Titus in Rome
- Zuil van Trajanus in Rome
- Boog van Constantijn in Rome
- Markten van Trajanus in Rome
- Arena van Verona in Verona
- Villa van Hadrianus in Tivoli
- Domus Aurea van Nero in Rome